# Ritterella pulchra
Ritterella pulchra är en sjöpungsart som först beskrevs av Friedrich Ritter 1901.  Ritterella pulchra ingår i släktet Ritterella och familjen klumpsjöpungar. Inga underarter finns listade i Catalogue of Life.